# Vik, a viking
A Vik, a viking (eredeti cím: Vic the Viking) francia–ausztrál televíziós 3D-s számítógépes animációs sorozat, amely az 1974–1975 között futó Viki, a viking című NSZK–osztrák–japán koprodukciós animesorozat alapján készült. Ausztráliában 2013. július 6. és 2013. december 28. között a Network Ten és az Eleven vetítette. Magyarországon 2013. november 30. és 2014. július 30. között a Minimax sugározta.

## Ismertető
A sorozat főhőse: Vik, aki egy vikinggyerek, és számos kalandban vesz részt. Ha a tengerészek bajba kerülnek, Vik és társai igyekeznek, hogy megmentsék őket. Vik irányításának köszönhetően a vikingek mindent sikeresen végeznek el.

## Szereplők
- Vik – Fiúgyerek viking, aki megpróbálja összeszedni a bátorságát.
- Ylvi – Lánygyerek viking, aki Vik szomszédja és legjobb barátnője.
- Ylva – Fiatal felnőtt nő viking, aki Vik anyja, jól tapasztalt.
- Halvar – Fiatal felnőtt férfi viking, aki Vik apja és a falu főnöke.
- Faxe – Nagyon magas, és nagyon erős viking.
- Sven – Kalóz, aki rettentően gonosz.
- Badoura hercegnő – Hercegnő, aki el szeretne menni egy olyan helyre, ahol sok mesét mondanak.

## Epizódok
1. A legügyesebb viking (The Highest Viking)
2. Thor vihara (Thor's Thunder)
3. A mágikus lámpás (The Magic Lantern)
4. Malomház (Grist for the Mill)
5. A hullócsillag (Shooting Star)
6. A majdnem kincses sziget (Almost Treasure Island)
7. Kopogd le (Knock on Wood)
8. A szörny (The Monster)
9. A szél, amely megrikkantja a vikingek kürtjeit (A Wind That'll Tear the Horns off a Vikings)
10. Óvakodj a farkastól (Beware ot the Wolf)
11. Dagda üstje (Dagda's Cauldron)
12. Halvar próbája (Trials of Halvar)
13. Alak változás (Shape Shifting)
14. Tho ítélete (Judgement of Tho)
15. Jó szerencse talizmán (Good Luck Charm)
16. Faxe és a bálna (Faxe and the Whale)
17. Csuri fia (Son of Tjure)
18. Homok padok (Shallow Waters)
19. Snorre szappanoz (Snorre Soaps up)
20. Ylva bevetésen (Ylva in Charge)
21. Tánc párbaj (Victory Dance)
22. Csillagpor (Stardust)
23. Ylva kiszabadítása (Free Ylva)
24. Az alagút (The Tunnel)
25. Gilby kapitány (Captain Gilby)
26. A láthatatlan kincs (The Insvinsible Treasure)
27. A csatorna (The Canal)
28. Bűzbogár támadás (Stink Bugs Attack)
29. Az igazi viking (A True Viking)
30. Gorm sigája (Gorm's Seagull)
31. Az elfeledett kincs (The Forgotten Treasure)
32. Kalapács a sziklában (The hammer in the Stone)
33. A fagyott duma terve (The Cavern of Frozen Words)
34. A druidának fuvar kell (The Druid Needs a Ride)
35. Bubis buli (Sparking Race)
36. Hajótöröttek (Castaways)
37. Farkasokkal táncoló (Dance with the Wolf)
38. Álmok földjén (Silent Night)
39. A medvebűvölő (Bear Up)
40. A tolvaj köztünk van (The Thief Among Us)
41. Az én fiam (He's my Son)
42. Sznójai faló (Trojan Snorre)
43. Viking Wellness (Restor Island)
44. Bogyó csata (The War of the Berries)
45. Karácsonyi kecske (Julbock)
46. Arábiai éjszakák (Arabian Nights)
47. A repülő hajó titka 1. rész (Stranger in a Strange Land Part 1)
48. A repülő hajó titka 2. rész (Stranger in a Strange Land Part 2)
49. A fenevad (Bamboo Surprise)
50. Hajózási engedély (Licence to Sail)
51. Loki, a gonosz tréfamester (Loki the Trickster God)
52. Kenyér pajzs (Use your Loaf)
53. Badoura hercegnő (Princess Badoura)
54. Az ellenség bőrében (Topsy Turvy)
55. A krák (The Kraken)
56. Egységben az erő (Stronger Together)
57. Olimpia (The Olympics)
58. A trambulin (Oops a Daisy)
59. Tehén tortúra (Cow Express)
60. A fakuckó (The Treehouse)
61. Kaland a folyón (Up the River)
62. A legyőzhetetlen kard (The Invincible Sword)
63. Hazatérés (Back to Flake)
64. Gombaszedés (Mushroom Picking)
65. Gilby kalóznak áll (Gilby the Pirate)
66. Szemernyi kétség (Mistaken Eye-Dentity)
67. Mobi Vik (Moby Vic)
68. Az elsüllyedt kincs (It's not what you Sink)
69. A sütiért mindent (For the Love of Cake)
70. A varázskobold (Being a Leprechaun)
71. Falu foglaló (Summer Residence)
72. Olaf nagypapa (Grandpa Olaf)
73. Medve malőr (Who Let the Bear in)